# NGC 2998
NGC 2998 је спирална галаксија у сазвежђу Велики медвед која се налази на NGC листи објеката дубоког неба.
Деклинација објекта је + 44° 4' 54" а ректасцензија 9h 48m 43,6s. Привидна величина (магнитуда) објекта NGC 2998 износи 12,4 а фотографска магнитуда 13,1. Налази се на удаљености од 60,680 милиона парсека од Сунца. NGC 2998 је још познат и под ознакама UGC 5250, MCG 7-20-51, CGCG 210-36, KUG 0945+443, IRAS 09455+4418, PGC 28196.